# Bulldogs de Montréal
Les Bulldogs de Montréal (en anglais, Montreal Bulldogs) sont une ancienne équipe de football canadien basée à Montréal au Québec (Canada). Ils ont été actifs lors des saisons 1940 et 1941. En 1940 ils étaient membres de l'Interprovincial Rugby Football Union (IRFU), puis quand celle-ci est devenue inactive à cause de la guerre, se sont joints à l'éphémère Eastern Rugby Football Union. Le club, propriété du Montreal Football Club, succède aux Royals de Montréal et est remplacé par les Hornets de Montréal.

## Histoire
Devant le manque de succès des clubs de Montréal depuis deux ans, les dirigeants des Royals, Len Peto (en) et Art Cayford, et ceux qui avaient quitté le MFC en
1938 pour former un club rival, Fred Porter, John M. Pritchard et J.C. Riddell, engagent des discussions en janvier, puis le 11 mai annoncent formellement une fusion du Westmount Football Club avec le Montreal Football Club pour former une équipe combinée pour la prochaine saison de l'IRFU. 
Lors de sa première saison en 1940, la nouvelle équipe n'a pas de surnom officiel et opère sous le nom de Montreal Football Club. Le 19 octobre 1940, le MFC obtient une victoire de 9-4 sur les Tigers de Hamilton, la première pour un club de Montréal depuis 3 ans. La victoire précédente avait été acquise par les Indians le 6 novembre 1937. C'est aussi la première victoire à l'extérieur depuis six ans (victoire des Winged Wheelers 18-15 à Ottawa le 27 octobre 1934). Ce sera cependant la seule victoire de la saison. 
Pour la saison 1941, il est question que l'IRFU cesse ses opérations à cause de la guerre. Elle tente d'abord de continuer à jouer, mais devant le retrait des Tigers de Hamilton, elle suspend ses opérations et une nouvelle ligue, la Eastern Rugby Football Union (ERFU) est aussitôt formée. Les équipes qui en font partie sont les trois clubs restants de l'IRFU, plus le Balmy Beach de Toronto.
Le surnom de « Bulldogs » pour le club de Montréal est proposé en juillet 1941 par le fils de l'entraîneur Billy Hughes et est adopté le 11 septembre. La saison 1941 est cependant misérable pour les Bulldogs qui ne remportent aucun match et n'enregistrent que 12 points pour 80 encaissés. Le dernier match de la saison est joué dans des conditions difficiles au stade Molson sous une pluie battante et glaciale devant tout au plus 200 spectateurs.
En vue de la saison 1942, les Bulldogs désirent continuer à jouer, et la ERFU décide en janvier de maintenir ses opérations pour l'automne et publie même son calendrier pour la saison en juin. Cependant la décision des Argonauts de Toronto de se retirer de la ligue, annoncée en août, entraîne l'arrêt des opérations de la ligue, vu qu'il n'est pas possible d'opérer avec seulement trois équipes. Les Bulldogs ne reviendront jamais sur le terrain, et à la fin de la guerre, ce seront les Hornets qui représenteront Montréal dans l'IRFU.

## Joueurs notables
- Gord Noseworthy: équipe d'étoiles de l'IRFU (1940)[15]
- Ed Burton: équipe d'étoiles de l'IRFU (1940)[15]

## Résultats
|                        | Division                     | M.J. | Vic. | Déf. | Nuls | P.P. | P.C. | Pts | Pos. | Éliminatoires |
| Montreal Football Club |                              |      |      |      |      |      |      |     |      |               |
| 1940                   | IRFU                         | 6    | 1    | 5    | 0    | 39   | 66   | 2   | 4/4  | Non qualifiés |
| Bulldogs de Montréal   |                              |      |      |      |      |      |      |     |      |               |
| 1941                   | Eastern Rugby Football Union | 6    | 0    | 6    | 0    | 12   | 80   | 0   | 4/4  | Non qualifiés |